# Церковь Рождества Христова (Большая Орловка)
Церковь Рождества Христова — церковь в слободе Большая Орловка,  Мартыновский район Ростовской области. Волгодонская и Сальская епархия  Семикаракорское благочиние  Московского Патриархата Русской Православной Церкви.
Адрес храма:  Россия, Ростовская область, Мартыновский район, слобода Большая Орловка.

## История
Первая деревянная церковь в слободе Большая Орловка была сооружена в 1790 году. Её в разобранном виде перевезли из другой губернии и собрали в слободе.
Следующая деревянная Христорождественская церковь в слободе Большая Орловка Первого Донского округа была в 1796 году перевезена из Казанской станицы. В 1798 году она была построена на средства генерала от кавалерии Василия Петровича, а в 1799 году была освещена. В 1821 году церковь была перестроена и уменьшена в размерах. В 1904 году к церкви была пристроена деревянная колокольня, трапезная и боковые пределы.
В свое время Христорождественской церкви принадлежала деревянная караулка с сараем, а также здание женской церковно-приходской школы.  Женская церковно-приходская  школа была открыта в 1890 году.  В 1938 году церковь закрыли. В 1942 году при бомбардировке слободы церковь была повреждена, а позже разобрана.
В 1943 году прихожанам слободы для проведения богослужений был отдан амбар около реки Сал. Прихожане перестроили амбар под молитвенный дом. В 1947 году к молитвенному дому  сделали пристройку, расширив площадь помещения до 95 м². В 1959 году церковь была закрыта, ее иконы и утварь передали в Троицкий храм слободы Большая Мартыновка.
В июне 2006 году для обустройства Христорождественская церкви было передано здание конторы АТП, 23 июня этого же года там был отслужен молебен на начало строительных работ.
В храме усилиями о. Владимира Овчинникова, настоятеля Свято-Троицкого Храма слободы Б. Мартыновка о. Алексия Овчинникова, прихожанами слободы постепенно проводится благоустройство, ремонт крыши, штукатурно-малярные работы. Для церкви был изготовлен и установлен иконостас. При церкви работает воскресная школа.

## Священнослужители
Настоятель церкви — Иерей Стуров Федор Федорович.